# Vampyrum spectrum
Vampyrum spectrum là một loài động vật có vú thuộc chi đơn loài Vampyrum trong họ Dơi mũi lá, bộ Dơi. Chúng được Rafinesque mô tả cấp chi năm 1815 và Linnaeus mô tả cấp loài năm 1758.

## Hình ảnh

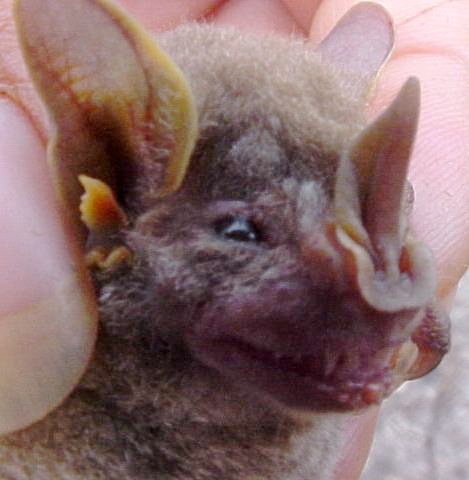
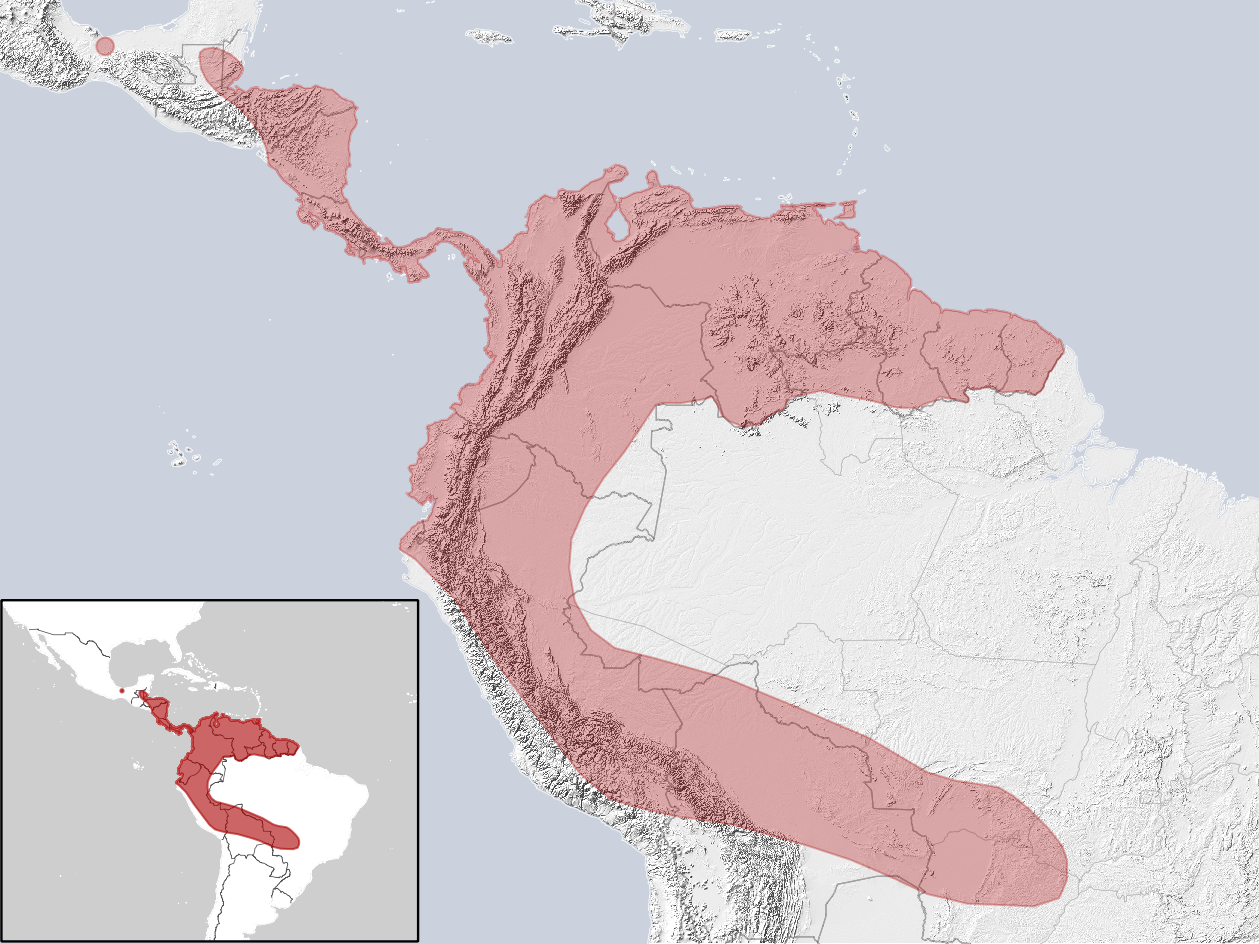
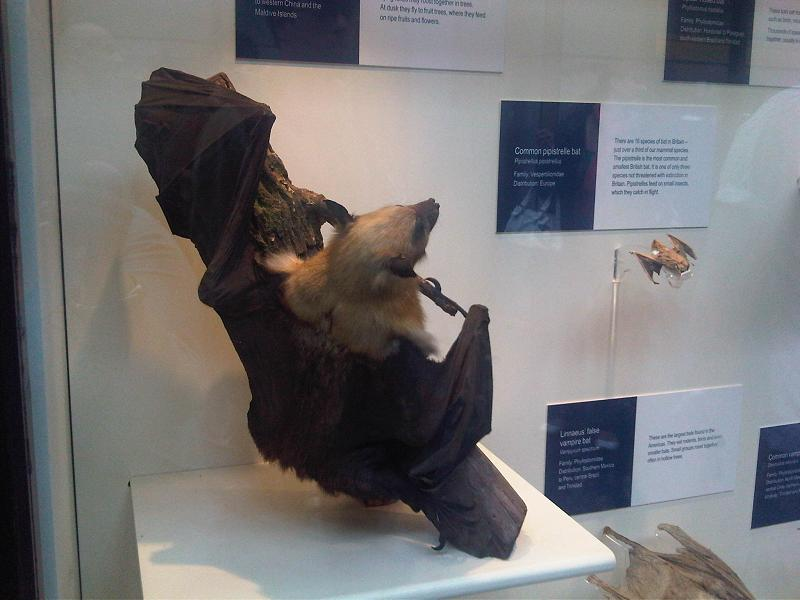
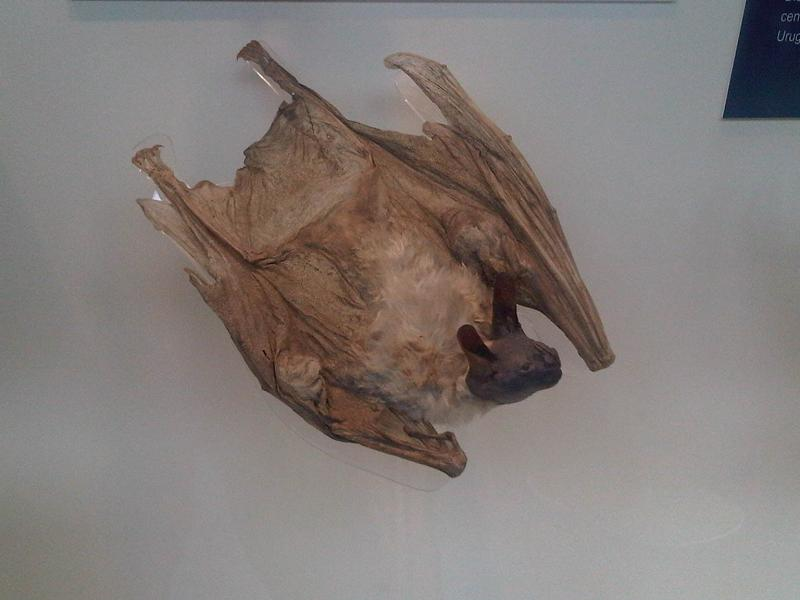
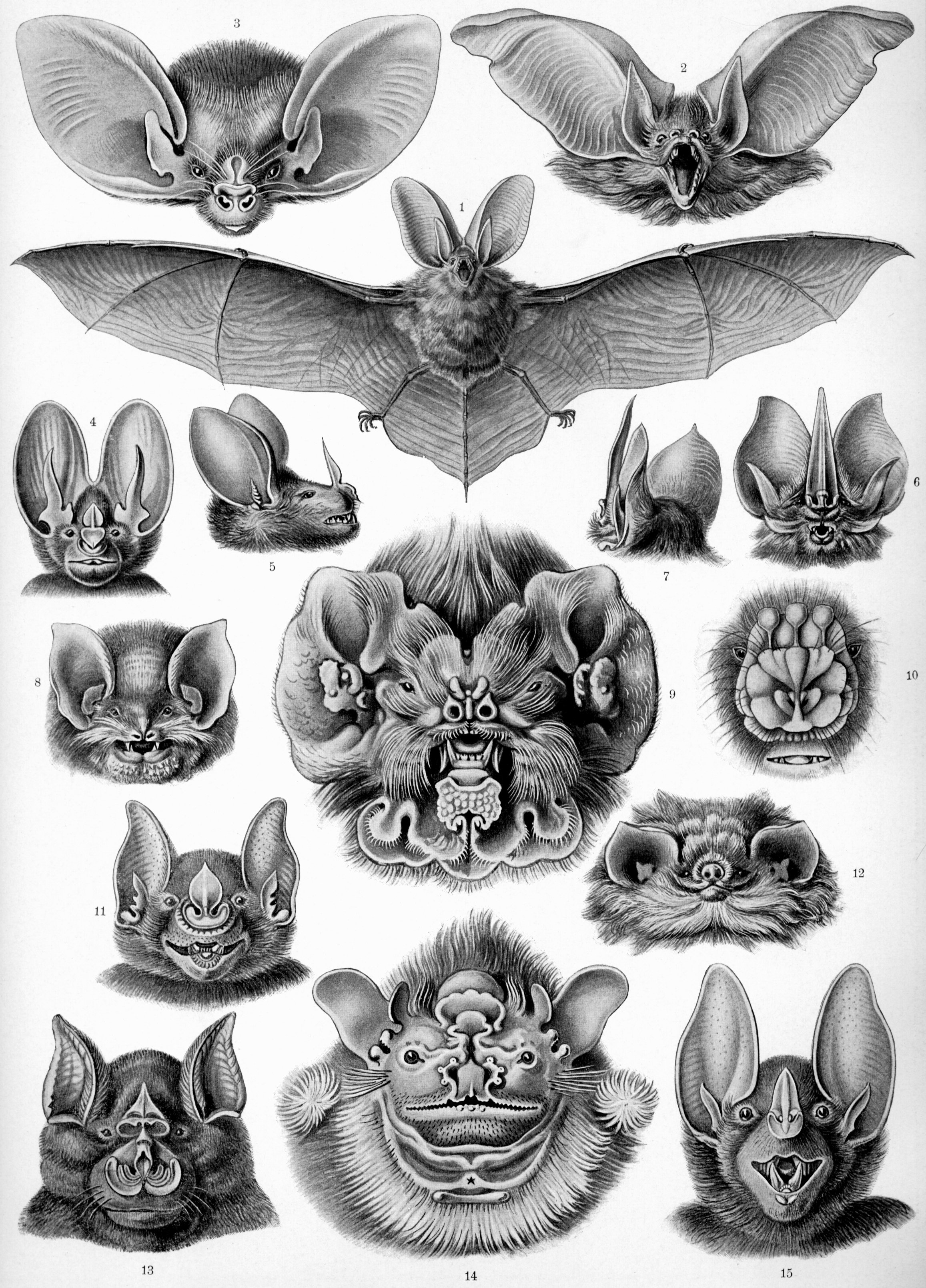
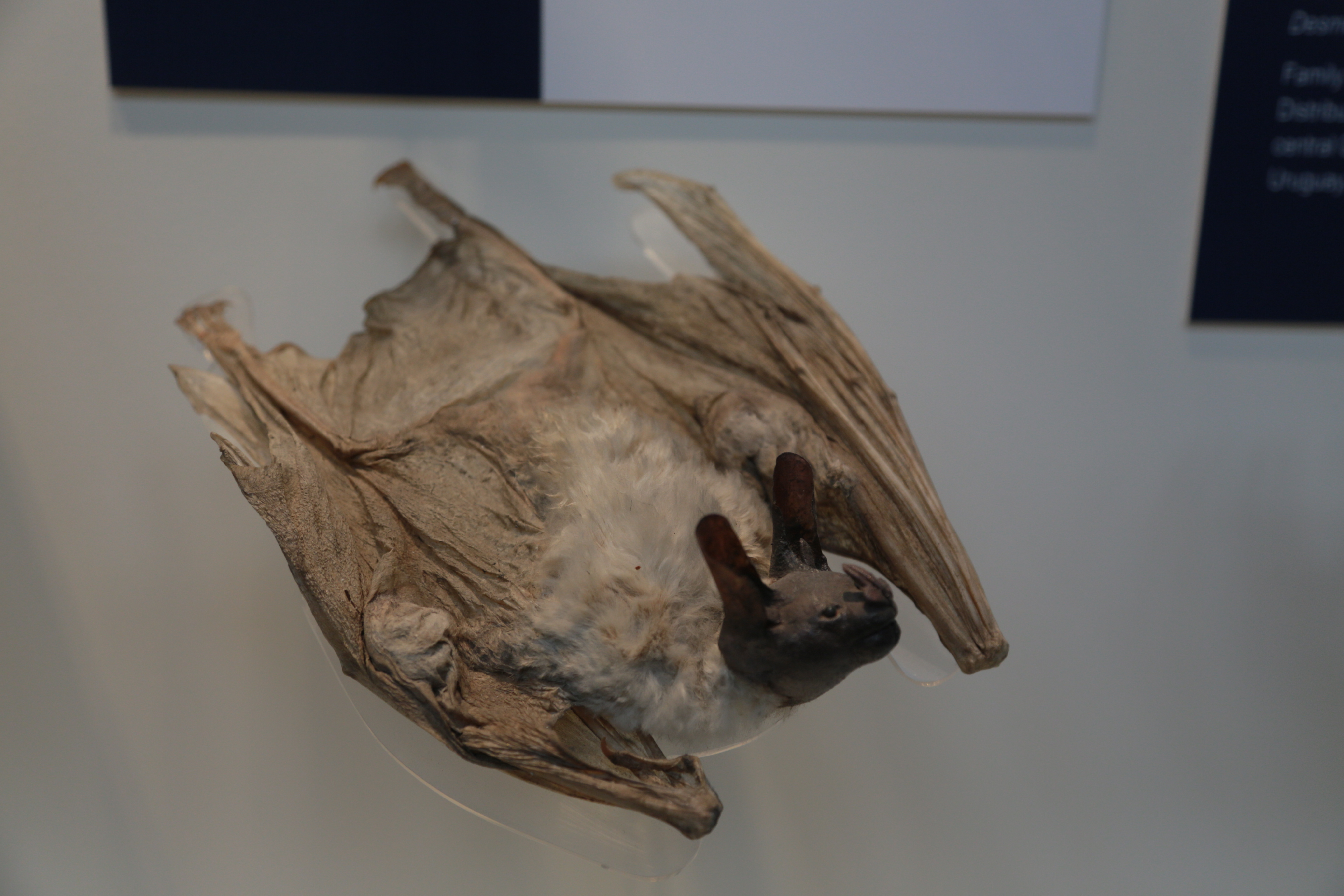